# Championnats du monde d'athlétisme en salle 2001, résultats détaillés
Résultats détaillés des Championnats du monde d'athlétisme en salle 2001 de Lisbonne.
| Courses : 60 m - 200 m - 400 m - 800 m - 1 500 m - 3 000 m Obstacles : 60 m haies Relais : Relais 4 × 400 m Sauts : Hauteur - Longueur - Triple saut - Perche Lancers : - Poids Épreuves combinées : Heptathlon/Pentathlon Légende |

## Résultats

### 60 m
| Rang | Pays        | Athlète              | Temps       |
| ---- | ----------- | -------------------- | ----------- |
| 1    | États-Unis  | Tim Harden           | 6 s 44 (SB) |
| 2    | États-Unis  | Tim Montgomery       | 6 s 46 (PB) |
| 3    | Royaume-Uni | Mark Lewis-Francis   | 6 s 51 (PB) |
| 4    | Cuba        | Freddy Mayola        | 6 s 55 (SB) |
| 5    | Australie   | Matthew Shirvington  | 6 s 55 (SB) |
| 6    | Allemagne   | Tim Göbel            | 6 s 59      |
| 7    | Grèce       | Geórgios Theodorídis | 6 s 60      |
|      | Nigeria     | Deji Aliu            | disq.       |

| Rang | Pays       | Athlète           | Temps       |
| ---- | ---------- | ----------------- | ----------- |
| 1    | Bahamas    | Chandra Sturrup   | 7 s 05 (PB) |
| 2    | États-Unis | Angela Williams   | 7 s 09 (PB) |
| 3    | États-Unis | Chryste Gaines    | 7 s 12 (PB) |
| 4    | Bahamas    | Sevatheda Fynes   | 7 s 15 (SB) |
| 5    | Nigeria    | Mercy Nku         | 7 s 15      |
| 6    | Bulgarie   | Petya Pendareva   | 7 s 16      |
| 7    | Chine      | Li Xuemei         | 7 s 20      |
| 8    | Nigeria    | Endurance Ojokolo | 7 s 23      |

### 200 m
| Rang | Pays        | Athlète              | Temps       |
| ---- | ----------- | -------------------- | ----------- |
| 1    | États-Unis  | Shawn Crawford       | 20 s 63     |
| 2    | Royaume-Uni | Christian Malcolm    | 20 s 76     |
| 3    | Pays-Bas    | Patrick van Balkom   | 20 s 96     |
| 4    | Jamaïque    | Christopher Williams | 21 s 12     |
| 5    | Royaume-Uni | Allyn Condon         | 21 s 69     |
| 6    | États-Unis  | Kevin Little         | non-partant |

| Rang | Pays        | Athlète               | Temps        |
| ---- | ----------- | --------------------- | ------------ |
| 1    | Jamaïque    | Juliet Campbell       | 22 s 64 (WL) |
| 2    | États-Unis  | LaTasha Jenkins       | 22 s 96 (PB) |
| 3    | Biélorussie | Natallia Safronnikava | 23 s 17      |
| 4    | Sri Lanka   | Susanthika Jayasinghe | 23 s 24      |
| 5    | France      | Muriel Hurtis         | 23 s 63      |
| 6    | Slovénie    | Alenka Bikar          | 23 s 74      |

### 400 m
| Rang | Pays        | Athlète         | Temps   |
| ---- | ----------- | --------------- | ------- |
| 1    | Royaume-Uni | Daniel Caines   | 46 s 40 |
| 2    | États-Unis  | Milton Campbell | 46 s 45 |
| 3    | Jamaïque    | Danny McFarlane | 46 s 74 |
| 4    | Espagne     | David Canal     | 46 s 99 |
| 5    | Royaume-Uni | Mark Hylton     | 47 s 03 |
| 6    | États-Unis  | James Davis     | ab.     |

| Rang | Pays       | Athlète          | Temps         |
| ---- | ---------- | ---------------- | ------------- |
| 1    | Jamaïque   | Sandie Richards  | 51 s 04       |
| 2    | Russie     | Olga Kotlyarova  | 51 s 56       |
| 3    | Russie     | Olesya Zykina    | 51 s 71       |
| 4    | Tchad      | Kaltouma Nadjina | 52 s 49       |
| 5    | États-Unis | Monique Hennagan | 52 s 83       |
| 6    | États-Unis | Suziann Reid     | 1 min 11 s 50 |

### 800 m
| Rang | Pays           | Athlète            | Temps              |
| ---- | -------------- | ------------------ | ------------------ |
| 1    | Russie         | Yuriy Borzakovskiy | 1 min 44 s 49      |
| 2    | Afrique du Sud | Johan Botha        | 1 min 46 s 42      |
| 3    | Suisse         | André Bucher       | 1 min 46 s 46      |
| 4    | Kenya          | David Lelei        | 1 min 46 s 88      |
| 5    | Botswana       | Glody Dube         | 1 min 46 s 90 (RN) |
| 6    | Pologne        | Paweł Czapiewski   | 1 min 50 s 51      |

| Rang | Pays       | Athlète           | Temps         |
| ---- | ---------- | ----------------- | ------------- |
| 1    | Mozambique | Maria Mutola      | 1 min 59 s 74 |
| 2    | Autriche   | Stephanie Graf    | 1 min 59 s 78 |
| 3    | Tchéquie   | Helena Fuchsová   | 2 min 01 s 18 |
| 4    | Tanzanie   | Lwiza Msyani John | 2 min 01 s 76 |
| 5    | Russie     | Yelena Afanasyeva | 2 min 02 s 17 |
| 6    | Slovénie   | Jolanda Ceplak    | 2 min 02 s 67 |

### 1 500 m
| Rang | Pays       | Athlète         | Temps         |
| ---- | ---------- | --------------- | ------------- |
| 1    | Portugal   | Rui Silva       | 3 min 51 s 06 |
| 2    | Espagne    | Reyes Estévez   | 3 min 51 s 25 |
| 3    | Kenya      | Noah Ngeny      | 3 min 51 s 63 |
| 4    | Kenya      | Laban Rotich    | 3 min 51 s 71 |
| 5    | Maroc      | Adil Kaouch     | 3 min 51 s 91 |
| 6    | États-Unis | Seneca Lassiter | 3 min 52 s 39 |
| 7    | Éthiopie   | Hailu Mekonnen  | 3 min 52 s 72 |
| 8    | Ouganda    | Julius Achon    | 3 min 53 s 03 |

| Rang | Pays        | Athlète                | Temps         |
| ---- | ----------- | ---------------------- | ------------- |
| 1    | Maroc       | Hasna Benhassi         | 4 min 10 s 83 |
| 2    | Roumanie    | Violeta Beclea-Szekely | 4 min 11 s 17 |
| 3    | Russie      | Natalya Gorelova       | 4 min 11 s 74 |
| 4    | Portugal    | Carla Sacramento       | 4 min 11 s 76 |
| 5    | Bulgarie    | Daniela Yordanova      | 4 min 12 s 79 |
| 6    | Biélorussie | Alesya Turova          | 4 min 13 s 67 |
| 7    | Espagne     | Nuria Fernández        | 4 min 15 s 37 |
| 8    | Slovénie    | Helena Javornik        | 4 min 15 s 76 |

### 3 000 m
| Rang | Pays        | Athlète            | Temps               |
| ---- | ----------- | ------------------ | ------------------- |
| 1    | Maroc       | Hicham El Guerrouj | 7 min 37 s 74       |
| 2    | Belgique    | Mohammed Mourhit   | 7 min 38 s 94 (RN)  |
| 3    | Espagne     | Alberto García     | 7 min 39 s 96 (PB)  |
| 4    | Royaume-Uni | John Mayock        | 7 min 44 s 08       |
| 5    | Éthiopie    | Millon Wolde       | 7 min 44 s 54       |
| 6    | Kenya       | Bernard Lagat      | 7 min 45 s 52       |
| 7    | Irlande     | Mark Carroll       | 7 min 46 s 79       |
| 8    | Australie   | Craig Mottram      | 7 min 48 s 34 (ROc) |

| Rang | Pays        | Athlète              | Temps               |
| ---- | ----------- | -------------------- | ------------------- |
| 1    | Russie      | Olga Yegorova        | 8 min 37 s 48 (RN)  |
| 2    | Roumanie    | Gabriela Szabo       | 8 min 39 s 65       |
| 3    | Russie      | Yelena Zadorozhnaya  | 8 min 40 s 15 (PB)  |
| 4    | Espagne     | Marta Domínguez      | 8 min 40 s 98 (RN)  |
| 5    | Chine       | Yanmei Dong          | 8 min 41 s 34 (RAs) |
| 6    | Australie   | Benita Willis        | 8 min 42 s 75 (ROc) |
| 7    | Irlande     | Sonia O'Sullivan     | 8 min 44 s 37 (RN)  |
| 8    | Royaume-Uni | Hayley Parry-Tullett | 8 min 45 s 36 (PB)  |

### 60 m haies
| Rang | Pays           | Athlète            | Temps       |
| ---- | -------------- | ------------------ | ----------- |
| 1    | États-Unis     | Terrence Trammell  | 7 s 51      |
| 2    | Cuba           | Anier García       | 7 s 54 (SB) |
| 3    | Afrique du Sud | Shaun Bownes       | 7 s 55      |
| 4    | Suède          | Robert Kronberg    | 7 s 57      |
| 5    | Cuba           | Yoel Hernández     | 7 s 58 (SB) |
| 6    | Autriche       | Elmar Lichtenegger | 7 s 65      |
| 7    | Haïti          | Dudley Dorival     | 7 s 73      |
| 8    | Lettonie       | Stanislavs Olijars | 12 s 77     |

| Rang | Pays       | Athlète               | Temps       |
| ---- | ---------- | --------------------- | ----------- |
| 1    | États-Unis | Anjanette Kirkland    | 7 s 85 (PB) |
| 2    | Jamaïque   | Michelle Freeman      | 7 s 92      |
| 3    | France     | Nicole Ramalalanirina | 7 s 96      |
| 4    | Kazakhstan | Olga Shishigina       | 7 s 96      |
| 5    | Russie     | Svetlana Laukhova     | 7 s 99      |
| 6    | France     | Linda Ferga           | 8 s 06      |
| 7    | États-Unis | Bisa Grant            | 8 s 09      |
| 8    | Jamaïque   | Lacena Golding        | 8 s 24      |

### 4 × 400 m relais
| Rang | Pays        | Athlètes                                                               | Temps              |
| ---- | ----------- | ---------------------------------------------------------------------- | ------------------ |
| 1    | Pologne     | Piotr Rysiukiewicz Piotr Haczek Jacek Bocian Robert Mackowiak          | 3 min 04 s 47 (WL) |
| 2    | Russie      | Aleksandr Ladeyshchikov Ruslan Mashchenko Boris Gorban Andreï Semionov | 3 min 04 s 82 (RN) |
| 3    | Jamaïque    | Michael McDonald Davian Clarke Michael Blackwood Danny McFarlane       | 3 min 05 s 45      |
| 4    | Royaume-Uni | Mark Hylton Du'aine Ladejo Matthew Elias Daniel Caines                 | 3 min 09 s 21      |
| 5    | Nigeria     | Jude Monye Fidelis Gadzama Sunday Bada Enefiok Udo-Obong               | 3 min 16 s 53      |
| 6    | États-Unis  | Milton Campbell Leonard Byrd Trinity Gray Jerome Young                 | disq.              |

| Rang | Pays       | Athlètes                                                         | Temps         |
| ---- | ---------- | ---------------------------------------------------------------- | ------------- |
| 1    | Russie     | Yuliya Nosova Olesya Zykina Yuliya Sotnikova Olga Kotlyarova     | 3 min 30 s 00 |
| 2    | Jamaïque   | Charmaine Howell Juliet Campbell Catherine Scott Sandie Richards | 3 min 30 s 79 |
| 3    | Allemagne  | Claudia Marx Birgit Rockmeier Florence Ekpo-Umoh Shanta Ghosh    | 3 min 31 s 00 |
| 4    | États-Unis | Monique Hennagan Donna Howard Kelli White Tasha Downing          | disq.         |

### Saut en hauteur
| Rang | Pays       | Athlète            | Hauteur |
| ---- | ---------- | ------------------ | ------- |
| 1    | Suède      | Stefan Holm        | 2,32 m  |
| 2    | Ukraine    | Andriy Sokolovskyy | 2,29 m  |
| 3    | Suède      | Staffan Strand     | 2,29 m  |
| 4    | États-Unis | Nathan Leeper      | 2,29 m  |
| 5    | Cuba       | Javier Sotomayor   | 2,25 m  |
| 5    | Allemagne  | Martin Buss        | 2,25 m  |
| 7    | Russie     | Yaroslav Rybakov   | 2,25 m  |
| 8    | Ukraine    | Sergii Dymchenko   | 2,25 m  |

| Rang | Pays       | Athlète              | Hauteur     |
| ---- | ---------- | -------------------- | ----------- |
| 1    | Suède      | Kajsa Bergqvist      | 2,00 m (WL) |
| 2    | Ukraine    | Inga Babakova        | 2,00 m (WL) |
| 3    | Bulgarie   | Venelina Veneva      | 1,96 m      |
| 4    | États-Unis | Amy Acuff            | 1,96 m (PB) |
| 5    | Hongrie    | Dóra Györffy         | 1,93 m      |
| 5    | Ukraine    | Vita Palamar         | 1,93 m      |
| 7    | Espagne    | Ruth Beitia          | 1,93 m      |
| 8    | Roumanie   | Monica Iagar-Dinescu | 1,93 m      |

### Saut en longueur
| Rang | Pays         | Athlète                 | Longueur     |
| ---- | ------------ | ----------------------- | ------------ |
| 1    | Cuba         | Iván Pedroso            | 8,43 m (WL)  |
| 2    | Îles Caïmans | Kareem Streete-Thompson | 8,16 m (RN)  |
| 3    | Portugal     | Carlos Calado           | 8,16 m (RN)  |
| 4    | Australie    | Peter Burge             | 8,11 m (ROc) |
| 5    | États-Unis   | Melvin Lister           | 8,10 m (SB)  |
| 6    | États-Unis   | Kevin Dilworth          | 7,97 m (SB)  |
| 7    | Russie       | Vladimir Malyavin       | 7,94 m       |
| 8    | Russie       | Vitaliy Shkurlatov      | 7,80 m       |

| Rang | Pays       | Athlète               | Longueur    |
| ---- | ---------- | --------------------- | ----------- |
| 1    | États-Unis | Dawn Burrell          | 7,03 m (WL) |
| 2    | Russie     | Tatyana Kotova        | 6,98 m (SB) |
| 3    | Espagne    | Niurka Montalvo       | 6,88 m (RN) |
| 4    | Italie     | Fiona May             | 6,87 m      |
| 5    | Allemagne  | Heike Daute-Drechsler | 6,75 m (SB) |
| 6    | Russie     | Lyudmila Galkina      | 6,71 m      |
| 7    | Chine      | Guan Yingnan          | 6,59 m      |
| 8    | Lettonie   | Valentina Gotovska    | 6,46 m      |

### Saut à la perche
| Rang | Pays           | Athlète            | Hauteur     |
| ---- | -------------- | ------------------ | ----------- |
| 1    | États-Unis     | Lawrence Johnson   | 5,95 m      |
| 2    | États-Unis     | Tye Harvey         | 5,90 m      |
| 3    | France         | Romain Mesnil      | 5,85 m      |
| 4    | Israël         | Aleksandr Averbukh | 5,70 m      |
| 5    | Russie         | Pavel Gerasimov    | 5,70 m (PB) |
| 6    | Espagne        | Montxu Miranda     | 5,7 m (SB)  |
| 7    | Afrique du Sud | Okkert Brits       | 5,60 m      |
| 8    | Tchéquie       | Štepán Janacek     | 5,60 m      |

| Rang | Pays       | Athlète             | Hauteur     |
| ---- | ---------- | ------------------- | ----------- |
| 1    | Tchéquie   | Pavla Hamácková     | 4,56 m (RC) |
| 2    | Russie     | Svetlana Feofanova  | 4,51 m      |
| 2    | États-Unis | Kellie Suttle       | 4,51 m      |
| 4    | États-Unis | Stacy Dragila       | 4,51 m      |
| 5    | Bulgarie   | Tanya Koleva        | 4,35 m      |
| 6    | Allemagne  | Yvonne Buschbaum    | 4,25 m      |
| 7    | Russie     | Yelena Isinbayeva   | 4,25 m      |
| 8    | Ukraine    | Anzhela Balakhonova | NM          |

### Triple saut
| Rang | Pays        | Athlète              | Longueur      |
| ---- | ----------- | -------------------- | ------------- |
| 1    | Italie      | Paolo Camossi        | 17,32 m (RN)  |
| 2    | Royaume-Uni | Jonathan Edwards     | 17,26 m       |
| 3    | Australie   | Andrew Murphy        | 17,20 m (ROc) |
| 4    | Allemagne   | Charles Friedek      | 17,13 m (SB)  |
| 5    | Bulgarie    | Rostislav Dimitrov   | 16,91 m(SB)   |
| 6    | Italie      | Fabrizio Donato      | 16,77 m       |
| 7    | Cuba        | Michael Calvo        | 16,75 m       |
| 8    | Biélorussie | Aleksandr Glavatskiy | 16,49 m       |

| Rang | Pays       | Athlète          | Longueur     |
| ---- | ---------- | ---------------- | ------------ |
| 1    | Bulgarie   | Tereza Marinova  | 14,91 m (PB) |
| 2    | Russie     | Tatyana Lebedeva | 14,85 m      |
| 3    | États-Unis | Tiombe Hurd      | 14,19 m (PB) |
| 4    | Moldavie   | Olga Bolshova    | 14,17 m (RN) |
| 5    | Russie     | Oksana Rogova    | 14,17 m      |
| 6    | Roumanie   | Cristina Nicolau | 14,05 m      |
| 7    | Slovénie   | Anja Valant      | 13,84 m      |
| 8    | Roumanie   | Adelina Gavrila  | 13,77 m (SB) |

### Lancer du poids
| Rang | Pays       | Athlète          | Distance     |
| ---- | ---------- | ---------------- | ------------ |
| 1    | États-Unis | John Godina      | 20,82 m(SB)  |
| 2    | États-Unis | Adam Nelson      | 20,72 m      |
| 3    | Espagne    | Manuel Martínez  | 20,67 m      |
| 4    | Finlande   | Timo Aaltonen    | 20,24 m (SB) |
| 5    | Italie     | Paolo Dal Soglio | 20,17 m      |
| 6    | Tchéquie   | Miroslav Menc    | 20,08 m      |
| 7    | Slovaquie  | Milan Haborák    | 20,05 m      |
| 8    | Ukraine    | Yuriy Bilonog    | 19,71 m      |

| Rang | Pays        | Athlète                     | Distance     |
| ---- | ----------- | --------------------------- | ------------ |
| 1    | Russie      | Larisa Peleshenko           | 19,84 m      |
| 2    | Biélorussie | Nadezhda Ostapchuk          | 19,24 m (PB) |
| 3    | Russie      | Svetlana Krivelyova         | 19,18 m      |
| 4    | Allemagne   | Nadine Kleinert-Schmitt     | 18,87 m      |
| 5    | Cuba        | Yumileidi Cumbá             | 18,61 m      |
| 6    | Pologne     | Katarzyna Zakowicz          | 18,59 m (PB) |
| 7    | Chine       | Xiaoyan Cheng               | 18,22 m      |
| 8    | Pologne     | Krystyna Danilczyk-Zabawska | 18,12 m (SB) |

### Heptathlon/Pentathlon
| Rang | Pays       | Athlète             | Points         |
| ---- | ---------- | ------------------- | -------------- |
| 1    | Tchéquie   | Roman Šebrle        | 6 420 pts (WL) |
| 2    | Islande    | Jón Arnar Magnússon | 6 233 pts (SB) |
| 3    | Russie     | Lev Lobodin         | 6 202 pts (SB) |
| 4    | États-Unis | Stephen Moore       | 6 132 pts (PB) |
| 5    | Estonie    | Erki Nool           | 6 074 pts (SB) |
| 6    | Ukraine    | Oleksandr Yurkov    | 6 059 pts      |
| 7    | Portugal   | Mário Aníbal        | 5 867 pts      |
| 8    | États-Unis | Chris Huffins       | NM             |

| Rang | Pays        | Athlète                    | Points         |
| ---- | ----------- | -------------------------- | -------------- |
| 1    | Biélorussie | Natalya Sazanovich         | 4 850 pts (RC) |
| 2    | Russie      | Yelena Prokhorova          | 4 711 pts (PB) |
| 3    | Allemagne   | Karin Specht-Ertl          | 4 678 pts (PB) |
| 4    | Russie      | Natalya Roshchupkina       | 4 664 pts (PB) |
| 5    | Allemagne   | Sabine Braun               | 4 646 pts      |
| 6    | Turquie     | Anzhela Atroshchenko-Kinet | 4 558 pts      |
| 7    | Lettonie    | Liga Klavina               | 4 334 pts      |
| 8    | Pologne     | Urszula Wlodarczyk         | 3 434 pts      |

## Légende
- WR : Record du monde
- ER : Record d'Europe
- CR : Record des championnats